# 肖懿航
肖懿航，本名肖小丹，1985年3月31日—），汉族，中國内地歌手，2012年参加青海卫视《花儿朵朵》第三季获得长沙赛区冠军、全国年度总决赛亚军，但发展不顺于2013年参加北京卫视《最美和声》比赛获得全国年度总冠军，从而备受媒体关注。

## 主要经历
- 1986年，出生于广东省汕头市一个普通家庭；
- 2004年，大学毕业后在汕头当服装设计师，并已生有一女为一名单亲母亲；
- 2012年，参加青海卫视《花儿朵朵》第三季获得长沙赛区冠军、全国年度总决赛亚军[2]；
- 2013年，改名为肖懿航，参加北京卫视《最美和声》比赛获得全国年度总冠军[3]；同年12月代表北京参加中央电视台《直通春晚》成功晋级全国4强，直上央视春晚[4][5]；
- 2014年3月，签约华纳唱片公司，成为萧敬腾、林俊杰、F.I.R、黄小琥等师妹[6]。

## 电视节目
参与的卫视频道电视节目
- 青海卫视《花儿朵朵》
- 北京卫视《最美和声》
- 贵州卫视《唱出爱火花》
- CCTV-3《直通春晚》
- CCTV-1《春晚》《元宵晚会》
- CCTV-15《一起音乐吧》